# Мукачево-Прилад
Мукачево-Прилад — пасажирський зупинний пункт Ужгородської дирекції Львівської залізниці між станціями Мукачево та Кольчино. Розташований у місті Мукачево Закарпатської області, під шляхопроводом на перетині вулиць Київської та Миру, неподалік автостанції. Назва зупинного пункту походить від навколишнього заводу «Мукачівприлад».

## Пасажирське сполучення
Неподалік від зупинного пункту також знаходяться хлібокомбінат та виробниче об'єднання товариства сліпих. Повз колії пролягає вулиця Київська, якою збігається автошлях національного значення Н09 (поруч знаходиться міська автостанція).
З 27 грудня 2023 року Львівська залізниця тимчасово скасувала зупинку приміських електропоїздів на платформі Мукачево-Прилад, через незадовільний стан автомобільного мосту, під яким саме і розташовується частина платформи. Передбачено, що обмеження буде тривати доки не бкде усунено аварійну ситуацію з шляхопроводом, часткові ремонтні роботи руйнацію конструкцій не зупинили. У 2018 році Мукачівська міська рада розробила проєкт реконструкції автомобільного шляхопроводу, проте він і досі перебуває в аварійному стані.